# Lysitermus longiventris
Lysitermus longiventris är en stekelart som först beskrevs av Vladimir Ivanovich Tobias 1976.  Lysitermus longiventris ingår i släktet Lysitermus och familjen bracksteklar. Inga underarter finns listade i Catalogue of Life.